# 江燦騰
江燦騰（1946年11月3日—），臺灣桃園市大溪區人，學者。

## 生平
江燦騰畢業於國立台灣師範大學歷史系夜間部、國立台灣大學歷史研究所碩士與博士，曾在國立台灣大學、國立清華大學與北台灣科技學院（今臺北城市科技大學）等校教書授課。

## 著作
- 江燦騰. . 新文豐出版公司. 1990年.
- 江燦騰. . 南天書局. 1996年.
- 江燦騰. . 新文豐出版公司. 2001年. ISBN 978-957-17-1935-1.
- 江灿腾. . 广西师范大学出版社. 2006年. ISBN 978-7-5633-6253-0.
- 《台灣佛教文化的新動向》
- 《台灣當代佛教》

## 爭議
1990年，江燦騰批評印順法師是「思想的巨人，行動的侏儒」，引起論戰。
2017年9月14日，江燦騰與福智僧團的梵因法師上三立新聞陳斐娟主持的《54新觀點》節目，指控福智俗家的女性接班人金夢蓉，引起爭議。

## 外部連結
- 江燦騰的Facebook專頁
- 曹銘宗. . 天下遠見. 2001. ISBN 978-957-621-825-5.
- . 台灣大百科全書.   [2015-11-04]. （原始内容存档于2019-06-10）.